# Женская сборная Гаити по волейболу
Женская национальная сборная Гаити по волейболу (фр. Équipe d'Haïti de volley-ball féminin) — представляет Республику Гаити на международных волейбольных соревнованиях. Управляющей организацией выступает Федерация волейбола Гаити (фр. Fédération Haïtienne de Volleyball — FHVB).

## История
Федерация волейбола Гаити — член ФИВБ с 1959 года.
Дебют женской сборной Гаити на международной арене прошёл в августе 1969 года в Мексике на первом чемпионате Северной, Центральной Америки и Карибского бассейна (NORCECA). В стартовом матче гаитянские волейболистки обыграли команду Панамы, но затем потерпели три поражения и заняли 6-е (предпоследнее) место. Через два года сборная Гаити участвовала в Панамериканских играх, а в 1973 — вновь в континентальном первенстве, но стала худшей на турнире. Тем не менее, несмотря на последнее занятое место в североамериканском чемпионате, команда Гаити получила путёвку на чемпионат мира 1974, но от участия в нём отказалась.
В период с 1977 по 1993 годы сборная Гаити выступила ещё на трёх чемпионатах NORCECA (1977, 1985, 1989), а также трижды на Центральноамериканских и Карибских играх (1986, 1990, 1993), но выше 6-го места ни на одном из этих турниров не поднималась. В дальнейшем на протяжении 13 лет женская национальная команда Гаити не формировалась.
В 2006 единственный раз в своей истории гаитянская сборная приняла участие в Карибском чемпионате и стала бронзовым призёром, уступив лишь признанным лидерам первенств Карибской зональной волейбольной ассоциации (CAZOVA) — сборным Тринидада и Тобаго и Барбадоса.
Трижды сборная Гаити участвовала в отборочных турнирах чемпионатов мира (2010, 2014 и 2018), но без успеха.

## Результаты выступлений и составы

### Чемпионаты мира
В чемпионатах мира 1952—2006 (основной турнир и квалификация) сборная Гаити участия не принимала.
- 2010 — не квалифицировалась
- 2014 — не квалифицировалась
- 2018 — не квалифицировалась

- 2010 (квалификация): Карен Бернарден, Стефани Ребу, Недли Себастьен, Лирфия Жан-Батист, Надеж Луисма, Сенвилья Обер, Ванесса Жан-Франсуа, Астрид Жюсма, Лурдия Пелисье, Мирлин Жан-Жиль, Мари-Эммануэль Орельен, Гислен Исменор. Тренер — Уэсли Дювальсен.
- 2014 (квалификация): Роз-Жалли Саломон, Соледа Пьер, Каролин-Бегси Грэм, Шери Гразьела, Луи-Жен Ро-Милен, Дажна Блемюр, Лурдия Пелисье, Эстер Дерозьер, Джулисса Мате, Карлин Пьер, Эстер Жоашен, Стефани Сен-Вилье, Рашель Лерентисс, Александра Ирен, Фабиола-Рут Игнас, Надеж Луисма, Кристи Огюстен, Обер Сенвилье, Ольмин Босежур, Астрид Жюсма, Герда Дерозьер, Илэр Нирва, Талмар Жосимон, Юльда Момпремьер. Тренер — Франсуа Фредерик.
- 2018 (квалификация): Мари-Эммануэль Орельен, Соледа Пьер, Каролин-Бегси Грэм, Шарисса Жозеф, Мари-Жюльетт Байоль, Джулисса Мате, Роз-Жалли Саломон, Эстер Жоашен, Паскаль Дивер, Роз-Фатима Жермен, Карен Бернарден, Дажна Блемюр. Тренер — Жан-Мишель Фредерик.

### Чемпионаты NORCECA
Сборная Гаити участвовала в пяти чемпионатах NORCECA.
- 1969 — 6-е место
- 1973 — 7-е место
- 1977 — 8-е место
- 1985 — 6-е место
- 1989 — 10-е место

### Панамериканские игры
Сборная Гаити участвовала только в одном волейбольном турнире Панамериканских игр.
- 1971 — 8-е место

### Центральноамериканские и Карибские игры
Сборная Гаити участвовала в трёх волейбольных турнирах Центральноамериканских и Карибских игр.
- 1986 — 10-е место
- 1990 — 6-е место
- 1993 — 6-е место

- 1993: Винифред Виктор, Муриэль Дорисман, Жоанн Стиоль, Брижитт Руссан, Журдель Каликст, Жозеф Клюни, ...

### Карибский чемпионат
Сборная Гаити участвовала только в двух Карибских чемпионатах.
- 2006 —  3-е место
- 2017 — не квалифицировалась

## Состав
Сборная Гаити в отборочном турнире чемпионата мира 2018 (ноябрь 2016).
| №  | Имя, фамилия          | Год рождения | Рост | Амплуа      | Клуб          |
| -- | --------------------- | ------------ | ---- | ----------- | ------------- |
| 1  | Мари-Эммануэль Орльен | 1985         | 167  | нападающая  | «Воллей-2000» |
| 2  | Соледа Пьер           | 1999         | 173  | нападающая  | «Тигрессес»   |
| 3  | Каролин-Бегси Грэм    | 1997         | 167  | связующая   | «Тигрессес»   |
| 5  | Шарисса Жозеф         | 1999         | 170  | либеро      | «Мажик»       |
| 7  | Мари-Жюльетт Байоль   | 1999         | 176  | нападающая  | «Воллей-2000» |
| 9  | Джулисса Мате         | 1998         | 174  | связующая   | «Тигрессес»   |
| 10 | Роз-Жалли Саломон     | 1993         | 182  | центральная | «Воллей-2000» |
| 11 | Эстер Жоашен          | 1986         | 167  | нападающая  | «Мажик»       |
| 12 | Паскаль Дивер         | 1997         | 181  | центральная | «Воллей-2000» |
| 13 | Роз-Фатима Жермен     | 1994         | 178  | центральная | «Атланта»     |
| 15 | Карен Бернарден       | 1985         | 182  | нападающая  | «Воллей-2000» |
| 17 | Дажна Блемюр          | 1995         | 190  | центральная | «Тигрессес»   |

- Главный тренер — Жан-Мишель Фредерик.
- Тренер — Род Ламадье.